# Georgia de Sud și Insulele Sandwich de Sud
Georgia de Sud și Insulele Sandwich de Sud (în engleză South Georgia and the South Sandwich Islands, prescurtat SGSSI) este un Teritoriu britanic de peste mări format din arhipelagurile Georgia de Sud și Insulele Sandwich de Sud situate în Atlanticul de Sud.
Insulele nu au populație nativă, și singurii locuitori sunt ofițerul guvernului britanic, cercetători și personal auxiliar al bazelor de cercetare antarctică britanice. Argentina revendică insula Georgia de Sud din 1927 și insulele Sandwich de Sud din 1938 unde a avut o bază navală între 1976 și 1982. Insulele au fost ocupate de către armata argentiniană în timpul războiului din Insulele Falkland dar au fost recuperate de Regatul Unit.

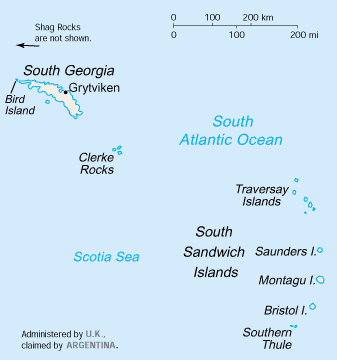
Harta Georgiei de Sud şi Insulelor Sandwich de Sud